# Міжнародна комісія юристів
Міжнародна комісія юристів (МКЮ) (англ. The International Commission of Jurists (ICJ)) — неурядова організація, що працює в сфері міжнародного права прав людини і міжнародних стандартів системи правосуддя. Комісія є постійно діючою групою з 60 видатних юристів (суддів, адвокатів, академіків) з різних країн, які працюють над розробкою національних та міжнародних стандартів прав людини через законодавство.
Комісіонери вирізняються своїм досвідом, знаннями та фундаментальною прихильністю до прав людини. Склад Комісії спрямований на відображення географічного різноманіття світу та його багатьох правових систем.
Робота Комісії забезпечується Міжнародним Секретаріатом, що базується в Женеві, Швейцарія, та складається з юристів з широкого кола юрисдикцій та правових традицій. Секретаріат та Комісія проводять адвокаційну та політичну роботу, спрямовану на посилення ролі адвокатів та суддів у захисті та просуванні прав людини та верховенства права.Комісія має міжнародні секції та філіали в більше ніж 70-ти країнах світу. Враховуючи юридичну спрямованість роботи МКЮ, членами її секцій є представники юридичної професії.
У квітні 2013 р. Далай Лама та Міжнародна кампанія за Тибет вручили МКЮ нагороду "Світло Правди". Нагорода вручається організаціям, які зробили видатний внесок у справу Тибету.
Нинішнім президентом МКЮ є професор Роберт Голдман. До складу колишніх президентів входять сер Найджел Родлі (2012-2017), колишній член Комітету з прав людини ООН, професор Педро Ніккен (2011-2012) та Мері Робінсон (2008-2011), колишня Верховний комісар ООН з прав людини та Президент Ірландії.

### Поточна діяльність
МКЮ активно просуває права людини та верховенство права, як на міжнародному (наприклад, ООН), так і на регіональному рівні (наприклад, ЄС та Рада Європи), чи на національному рівні через діяльність своїх національних секцій (наприклад, JUSTICE у Великій Британії).
Програма МКЮ з Міжнародного права та Захисту працює над тим, щоб сприяти застосуванню міжнародного права до порушень прав громадянського, політичного, соціального чи економічного характеру. Основна увага приділяється міжнародним зобов'язанням держав поважати, захищати та виконувати права людини через верховенство права, захищати жертв порушень прав людини, а також притягувати до відповідальності держави та недержавні суб'єкти за ці порушення та зловживання. Сьогодні до конкретних напрямків роботи належать:
- Центр незалежності суддів та адвокатів (CIJL)
- Економічні, соціальні та культурні права;
- Бізнес та права людини;
- Сексуальна орієнтація та Гендерна ідентичність;
- Права жінок;
- Механізми ООН з прав людини; та
- Глобальна безпека і Верховенство права.

МКЮ також здійснює регіональні програми в Африці, Азіатсько-Тихоокеанському регіоні, Центральній Америці, Європі та на Близькому Сході та у Північній Африці.  Вони зосереджені на просуванні та підтримці незалежності судової влади, верховенства права та питань прав людини, характерних для їх регіонального контексту. Для підтримки цієї роботи МКЮ має регіональні представництва в Брюсселі, Бангкоці, Йоганнесбурзі, Тунісі та Гватемалі, а також національний офіс в Непалі. Європейська програма та програма Близького Сходу та Північної Африки (MENA) частково оперують з Женевського офісу.

### Діяльність в Україні
[доповнюється]

### Історія
Народжена на ідеологічній передовій розділеного післявоєнного Берліна, МКЮ була заснована після проведення Міжнародного конгресу юристів 1952 року в Західному Берліні. Конгрес був організований «Слідчим комітетом вільних юристів» (ICJF), групою німецьких правознавців, які здійснювали розслідування порушень прав людини, здійснених у радянській зоні повоєнної Німеччини.
Під час Конгресу делегати вирішили розробити положення щодо розширення роботи ICFJ щодо розслідування порушень прав людини в інших регіонах світу. З цією метою було призначено п'ятичленну «Постійну комісію Конгресу», і в 1953 році Постійна комісія створила «Міжнародну комісію юристів (МКЮ)» як постійну організацію, присвячену захисту прав людини через верховенство права.
Однією з ключових проблем, що хвилювали 106 делегатів Конгресу, була справа доктора Вальтера Лінзе, юриста із Західної Німеччини та виконуючого обов'язки президента ICJF. За два тижні до початку з'їзду, 8 липня 1952 року, в очевидній спробі залякати учасників, доктор Лінз був викрадений агентами спецслужб Східної Німеччини та доставлений до КДБ. Незважаючи на міжнародне засудження викрадення, доктор Лінзе був страчений в Москві за "шпигунство" в 1953 році. 
У 1978 році МКЮ створила Центр незалежності суддів та адвокатів (CIJL). Це сприяло формулюванню та прийняттю Основних принципів ООН про незалежність судової влади  та Основних принципів ООН щодо ролі юристів, і встановленню повноважень Центру - працювати над їх виконанням.
В 1980 році, МКЮ отримала Премію Вацлава Гавела з прав людини від Парламентської Асамблеї Ради Європи.
У 1986 році МКЮ зібрала групу видатних експертів з міжнародного права, щоб розглянути характер та обсяг зобов'язань держав-учасниць Міжнародного пакту про економічні, соціальні та культурні права. Нарада засвідчила народження Лімбургських принципів щодо імплементації Міжнародного пакту про економічні, соціальні та культурні права [Архівовано 12 листопада 2019 у Wayback Machine.], які продовжують бути керівними для міжнародного права у галузі економічних, соціальних та культурних прав.
У 1990-х рр. в результаті ініціатив МКЮ відбувся ряд важливих міжнародних подій, поміж іншого прийнято Декларацію ООН про захист усіх осіб від насильницьких зникнень та рекомендацію Програми дій Всесвітньої конференції з прав людини у Відні щодо роботи над створенням Міжнародного кримінального суду. Це було прямим результатом міжнародної конференції про безкарність, організованої МКЮ під егідою ООН у 1992 році, яка прийняла звернення з закликом до Віденської конференції «створити міжнародний кримінальний трибунал … з метою остаточного розірвання циклу безкарності». У листопаді 2006 року МКЮ здійснила міжнародну нараду в Джок'якарті з питань прав ЛГБТ і опублікувала Джок'якартські принципи в березні 2007 року.
МКЮ також ініціювала розробку набору [Оновленого] переліку принципів щодо захисту та просування прав людини через дії по боротьбі з безкарністю та Основних принципів та керівних положень, що стосуються права на правовий захист і відшкодування збитку для жертв грубих порушень міжнародних норм в галузі прав людини та серйозних порушень міжнародного гуманітарного права [Архівовано 20 грудня 2019 у Wayback Machine.]; обидва документи проходили експертизу в Комісії ООН з прав людини, а також отримали Премію ООН у галузі прав людини в 1993 році.

### Конгреси МКЮ
Кожні декілька років, МКЮ збирає Світовий конгрес, де правники з усього світу збираються обговорити актуальні питання прав людини та погодити нормативні принципи і цілі в публічній Декларації. Ці Декларації часто використовувалися міжурядовими органами, включаючи ООН, а також асоціаціями адвокатів, юристами, академічними центрами та іншими НУО по всьому світу. Наприклад, МКЮ була відповідальною за Декларацію Делі з верховенства права в 1959, яка  виклала уявлення Міжнародного суду про верховенство права як про динамічне.
Найбільш нещодавня Туніська Декларація МКЮ [Архівовано 19 квітня 2019 у Wayback Machine.] була погоджена на 18-му Світовому Конгресі в березні 2019 року, про зміцнення верховенства права і прав людини.
Повний список Конгресів МКЮ наступний:

2019 – Туніс, Туніс – Зміцнення Верховенства Права 
2012 – Женева, Швейцарія – Доступ до Правосуддя і Право на Відшкодування в Системі Міжнародних Прав Людини. 
2008 – Женева, Швейцарія – Ствердження Верховенства Права і Ролі Суддів та Адвокатів в часи кризи 
2004 – Берлін, Німеччина – Ствердження Прав Людини і Верховенства Права в Боротьбі з Тероризмом
2001 – Женева, Швейцарія
1998 – Кейптаун, Південна Африка
1995 – Бангалор, Індія – Економічні, Соціальні та Культурні Права і Роль Адвокатів 
1992 – Cartigny, Швейцарія
1989 – Каракас, Венесуела – The Independence of Judges and Lawyers
1985 – Найробі, Кенія – Human and Peoples’ Rights in Africa
1981 – Гаага, Нідерланди – Розвиток і Верховенство Права
1977 – Відень, Австрія – Human Rights in an Undemocratic World
1971 – Аспен, США – Justice and the Individual: The Rule of Law under Current Pressures
1966 – Женева, Швейцарія – Мандат МКЮ, Політики та Активності
1962 – Ріо-де-Жанейро, Бразилія – Виконавча Влада і Верховенство Права 
1959 – Нью-Делі, Індія – Верховенство Права у Вільному Суспільстві
1955 – Афіни, Греція – Верховенство Права
1952 – Берлін, Німеччина – Міжнародний Конгрес Юристів